# نادره (شهر)
 نادره  به عربی ( النادرَة  )، نام شهریست در شمال شرقی آب، این شهر در دره (وادی شباط) واقع شده‌است، و از توابع استان اب در کشور یمن در شبه جزیره عربستان واقع شده‌است. 

## جمعیت
جمعیت شهر نادره در حدود ۵۲۵۸ هزار نفر می‌باشد. ساکنان این دهستان از اهل سنت از شاخه شافعی هستند. 
شهر النادرة دارای چهار فرمانداری است:
- فرمانداری النادرة.
- فرمانداری الشعر.
- فرمانداری ذُمت.
- فرمانداری قعطبة.